# Cristianesimo in Nordafrica

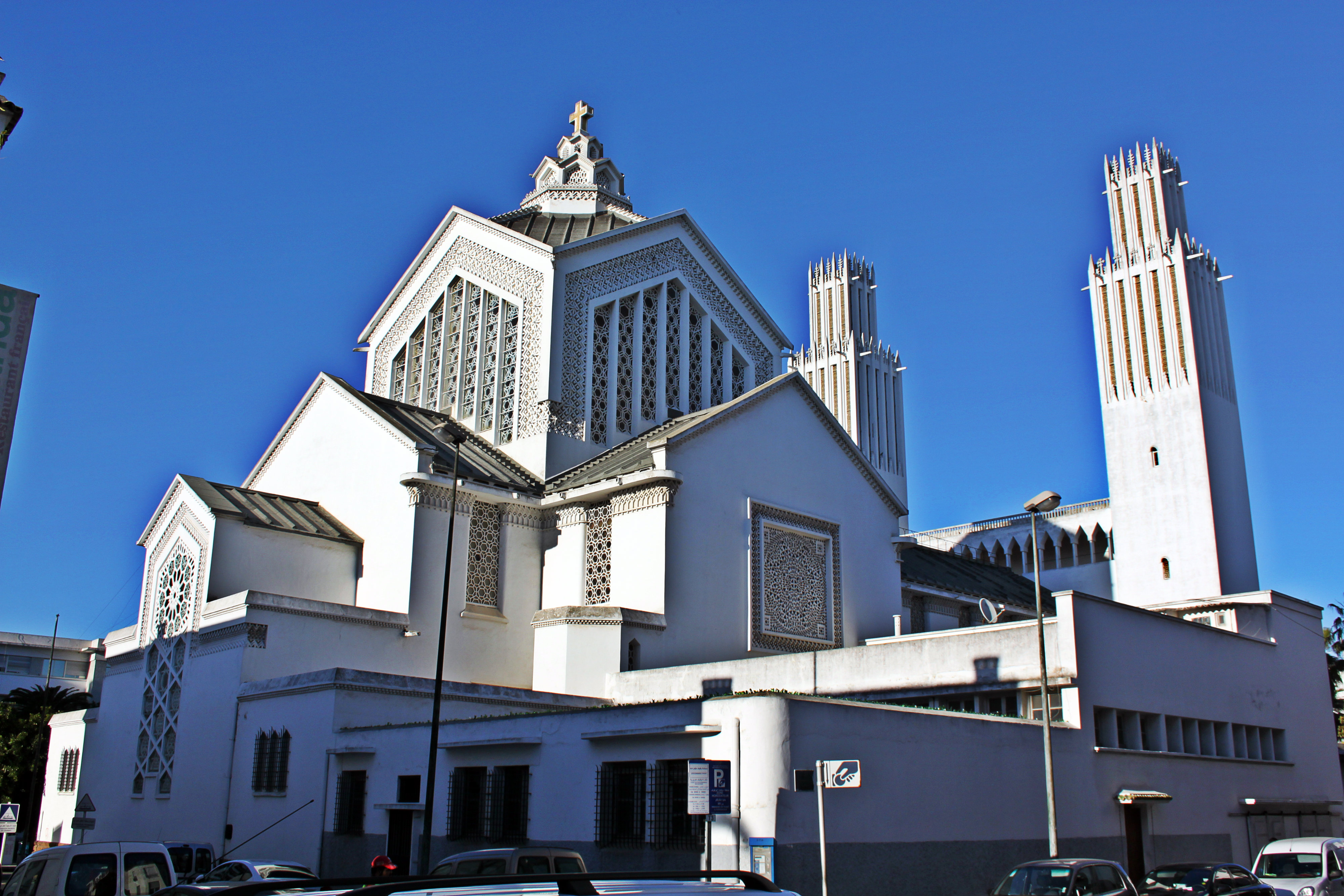
Cattedrale di San Pietro (St. Pierre) a Rabat, in Marocco

Il Cristianesimo nel Nordafrica ha una lunghissima tradizione. Il Nordafrica ha dato un contributo determinante alla storia del Cristianesimo nascente e ancora adesso, benché in numero relativamente esiguo, non mancano i nordafricani che praticano questa religione, non solo in terra d'emigrazione, ma anche nella madrepatria.

## La letteratura cristiana latina è nata nell'Africa romana
Per avere un'idea del ruolo che il Nordafrica ha avuto nello sviluppo del Cristianesimo dei primi secoli occorre tenere presente un dato importante: se la lingua del culto cristiano in Occidente è stata per molti secoli il latino e non il greco (lingua dei Vangeli e delle prime comunità venute dall'Oriente) lo si deve in gran parte all'opera della Cristianità d'Africa. Le più antiche opere di teologia cristiana in latino ci sono infatti pervenute non dall'Italia o da altre regioni dell'Impero Romano, bensì da Cartagine. Ai tempi di Tertulliano, infatti (II-III secolo), i cristiani del nord del Mediterraneo scrivevano ancora in greco.
Anche se non si ha la prova certa, è molto probabile che la prima traduzione della Bibbia in latino, la Vetus Latina sia stata composta in Nordafrica. Si dice infatti che l'Africa possedesse le più antiche versioni latine di un certo numero di libri della Bibbia già prima che san Girolamo componesse la sua celebre traduzione (la Vulgata), che sarebbe diventata il riferimento unanime nel mondo latino fino alla riforma liturgica del Vaticano II.
Sempre dal Nordafrica ci vengono i più antichi testi sui martiri cristiani, con gli Acta Martyrum Scillitanorum, trascrizione in latino degli atti del processo e della condanna dei membri di una comunità cristiana di Scillium (forse corrispondente a Cillium, oggi Kasserine, in Tunisia), il 17 luglio 180.

## Santi e martiri del Nordafrica
Numerosi sono i santi, i martiri gli autori cristiani e perfino i papi di stirpe nordafricana nei primi secoli del cristianesimo.

### Martiri
Oltre ai sopraricordati martiri scillitani (Speratus, Nartzalus, Cittinus, Veturius, Felix, Aquilinus, Laetantius, Ianuaria, Generosa, Vestia, Donata e Secunda),  decapitati a Cartagine nel 180, si ricordano anche:
- papa Vittore I, martire nel 199,
- le sante Perpetua e Felicita, martiri a Cartagine nel 203,
- San Cipriano, martire nel 258,
- San Vittore, martire a Milano nel 303.

Può essere interessante osservare che uno degli imperatori sotto i quali si ebbero le persecuzioni era anch'egli un Nordafricano: Settimio Severo, imperatore dal 193 al 211, nativo di Leptis Magna (nell'attuale Libia).

### Santi e autori cristiani
- Tertulliano, filosofo e teologo, settario (circa 155 - 245)
- San Cipriano, vescovo di Cartagine e martire (circa 210-258)
- San Maurizio, militare romano († 287)
- Lattanzio, scrittore ecclesiastico allievo di Arnobio (250 circa - 320 circa)
- Arnobio, importante apologista (metà III secolo - circa 327)
- Paolo di Tebe, il primo eremita (230 circa – 335 circa)
- Antonio abate, fondatore del monachesimo cristiano († 357)
- Santa Monica (o Monnica, un nome di origine berbera), madre di Sant'Agostino (331-387)
- Maria Egiziaca (ca. 344 – 2 aprile 421?)
- Sant'Agostino, dottore della Chiesa (354-430)
- San Felice, martire a Uzáli, in Nordafrica, con Gennadio;
- San Felice di Thibinca (247-303), vescovo e martire a Tubzak o Thibinca (oggi Zoustina), vicino a Cartagine;
- San Fiorenzo di Cartagine, martire con i santi Catulino, Gennaro ed altri;
- San Basso, martire ad Alessandria d'Egitto in data imprecisata, insieme ai santi Antonio e Protonico;
- San Valeriano (†300), martire ad Alessandria d'Egitto con i compagni di fede Geronide, Leonzio, Selesio, Serapione e Stratone.
- Zeno di Verona, vescovo di Verona e santo.

Sono da ricordare anche i santi martirizzati della Legione tebana nell'anno 286. La legione, egiziana, composta interamente da cristiani era stata inviata dall'imperatore Diocleziano in aiuto a Massimiano nell'Europa centrale romana. Compiuta brillantemente la missione, tuttavia, quando l'imperatore Massimiano ordinò di perseguitare (ed uccidere) alcune popolazioni delle Alpi Pennine convertite al cristianesimo, molti tra i soldati si rifiutarono. Di fronte al rifiuto di combattere una popolazione inerme, per di più salda nella fede cristiana, l'imperatore Massimiano ordinò la flagellazione pubblica e quindi la decapitazione dei militari. Molti dei martiri, a partire dallo stesso comandante della legione, il generale Maurizio, sono stati beatificati. Un elenco incompleto comprende anche:
- Vendemiale e Longino;
- San Magno della Legione Tebea.

### I papi africani
Oltre al sopracitato Vittore I martire, 14º papa (dal 189 al 199), almeno altri due papi dei primi secoli provengono dal Nordafrica:
- Milziade o Melchiade, 32º papa (dal 311 al 314);
- Gelasio I, 49º papa (dal 492 al 496).

## Il cristianesimo nel Maghreb a partire dal Medioevo

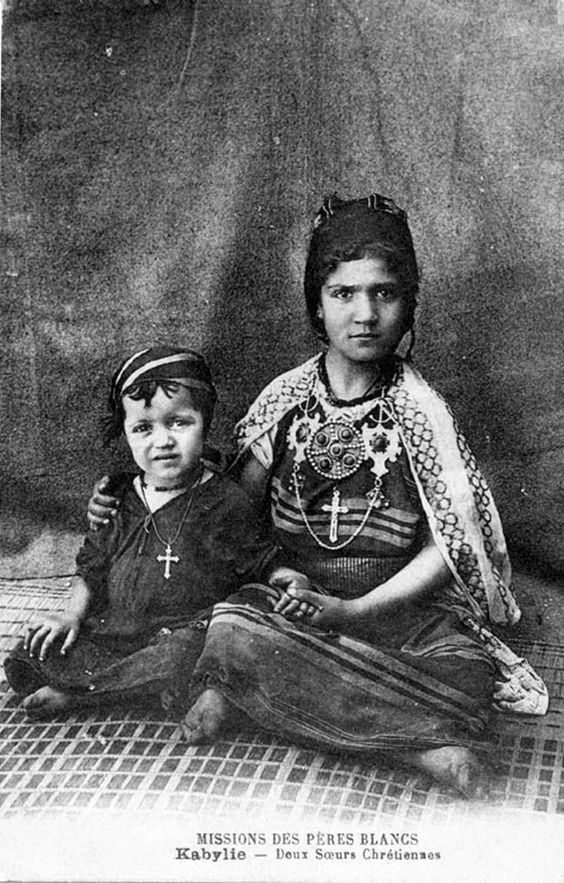
Due sorelle berbere cristiane in Cabilia

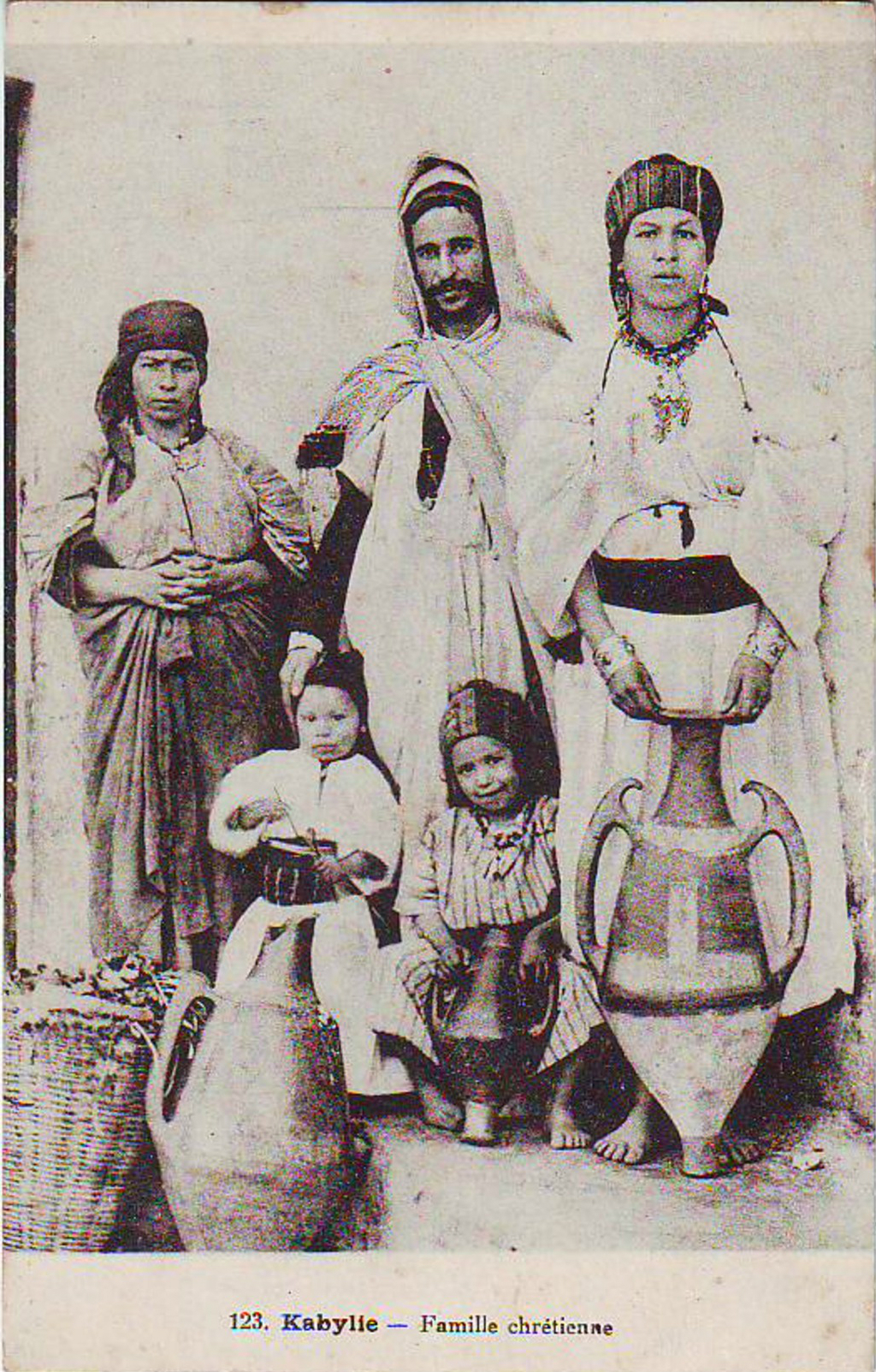
Famiglia cristiana in Cabilia

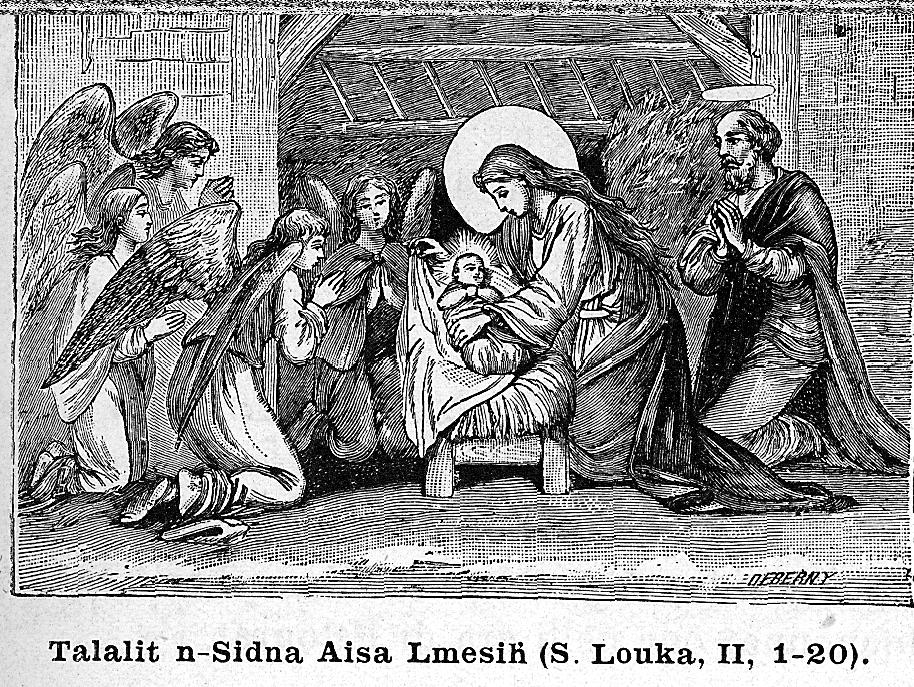
La nascita di Gesù in un catechismo in lingua berbera (Amat 1920)

Il cristianesimo, che nei momenti di massimo splendore era diffuso in tutto il Nordafrica (nei concili africani si contavano centinaia di vescovi),  cominciò rapidamente a decadere con la conquista araba, verso la fine del VII secolo. Ma numerose comunità cristiane continuarono ad esistere per diversi secoli, almeno fino alla fine dell'XI secolo, sia in Tripolitania sia a Kairouan, Mahdia, Tunisi, Bugia, Qal'a dei Banu Hammad, Tiaret, Tlemcen, Ceuta e Fez. Ancora all'epoca di Gregorio VII esistevano due vescovi africani con cui il papa corrispondeva in latino.
Ruggero II rese la Sicilia la potenza dominante del Mediterraneo centrale. Grazie ad una potente flotta, costituita sotto diversi ammiragli, effettuò una serie di conquiste sulla costa africana (1135 - 1153), che andavano da Tripoli a Capo Bon e che si appoggiavano anche sulle residue comunità cristiane della zona.
Dopo la riconquista musulmani dei domini normanni, gli africani-cristiani vennero perseguitati fino a causare la scomparsa della componente latina e cristiana della Tunisia.
In epoca moderna, un certo numero di conversioni si sono registrate sia in epoca coloniale sia in tempi più recenti ancora, e le comunità di cristiani nel Maghreb sono piuttosto numerose, anche se un clima poco tollerante le costringe ad una estrema discrezione.
Cristianesimo e cultura berbera si intrecciano, nell'ultimo secolo e mezzo, non solo per via dei berberi cristiani, ma anche per opera dei religiosi che in Maghreb hanno lungamente operato, non solo e non sempre con intenti missionari di conversione, ma anche e soprattutto con spirito di amore e dedizione per questa terra e per i suoi abitanti. Oltre a gestire scuole ed ospedali, essi hanno spesso contribuito a studiare, pubblicare e preservare un ricco patrimonio culturale a grave rischio di scomparsa. Ricordiamo in particolare i Padri Bianchi, che in Algeria hanno dato vita, tra il 1946 e il 1976, al Fichier de Documentation Berbère, e il santo eremita Charles de Foucauld, che visse a lungo a Tamanrasset, nel deserto del Sahara e scrisse, oltre ad altissime pagine spirituali, anche una grammatica e un ricchissimo dizionario di tuareg.
Tra le famiglie maghrebine convertite al cristianesimo figurano diverse personalità che hanno dato un notevole contributo alla preservazione del patrimonio culturale tradizionale del Nordafrica. Ricordiamo in particolare diversi membri della famiglia Amrouche e Malek Ouary:
- Marguerite-Fadhma Ait Mansour Amrouche, autrice di un'autobiografia (1882-1967).
- Jean el Mouhouv Amrouche, scrittore, poeta e giornalista (1906-1962)
- Marie Louise-Taos Amrouche, scrittrice e cantante (1913-1976)
- Malek Ouary, scrittore e giornalista (1916-2001)

I vescovi cattolici locali si riuniscono nella Conferenza episcopale regionale del Nordafrica.
Nel 1972 è stata fondata la Chiesa protestante d'Algeria (EPA). Il presidente è Mustapha Krim. Nel paese nordafricano i protestanti oggi sono più numerosi dei cattolici (6.000 contro 5.000).

## Situazione attuale

### Egitto
La maggior parte dei cristiani presenti in Egitto sono di etnia copta, principalmente membri della Chiesa copta ortodossa. La lingua copta, una derivazione dall'antica lingua egizia, scritta principalmente in greco, è utilizzata come lingua liturgica di tutte le chiese copte dentro e fuori dell'Egitto. I copti costituiscono la più vasta popolazione di cristiani in Medio Oriente, in un numero che varia tra i 6 gli 11 milioni di aderenti.
Anche se l'etnia dei copti in Egitto a tutt'oggi parla l'arabo egiziano (la lingua copta ha cessato di essere usata negli affari quotidiani a partire dal XVIII secolo), essi credono e propugnano un'identità copta derivante dall'antico Egitto piuttosto che un'identità araba (indicato anche come "faraonismo"). L'antica lingua egizia discende dalla famiglia delle lingue afro-asiatiche le quali - viene teorizzato - potrebbero essere originarie dell'Asia Occidentale, prima di riuscire a diffondersi ed entrare in Nordafrica.
Vi è una vasta gamma di stime per quanto riguarda il numero di copti in Egitto, anche se in mancanza di un censimento ufficiale non vi sono dati affidabili; nel 2008 il gruppo copto ha affermato d'esser composto da 12-16 milioni di persone; tuttavia il governo egiziano ha accusato i gruppi cristiani e i media occidentali di sopravvalutare la popolazione cristiana nel paese: fonti governative sostengono che il numero effettivo di cristiani che vivono in terra d'Egitto è significativamente inferiore a quel numero.
Molti copti sono riusciti ad acquisire una fama internazionale. Alcuni dei copti più noti sono Boutros Boutros-Ghali, il sesto segretario generale delle Nazioni Unite; Sir Magdi Yacoub (chirurgo cardiotoracico), Hani Azer (ingegnere civile di fama mondiale), il miliardario Fayez Sarofim (uno degli uomini più ricchi del mondo) e Naguib Sawiris, amministratore delegato di Orascom.